# Bob Chilcott

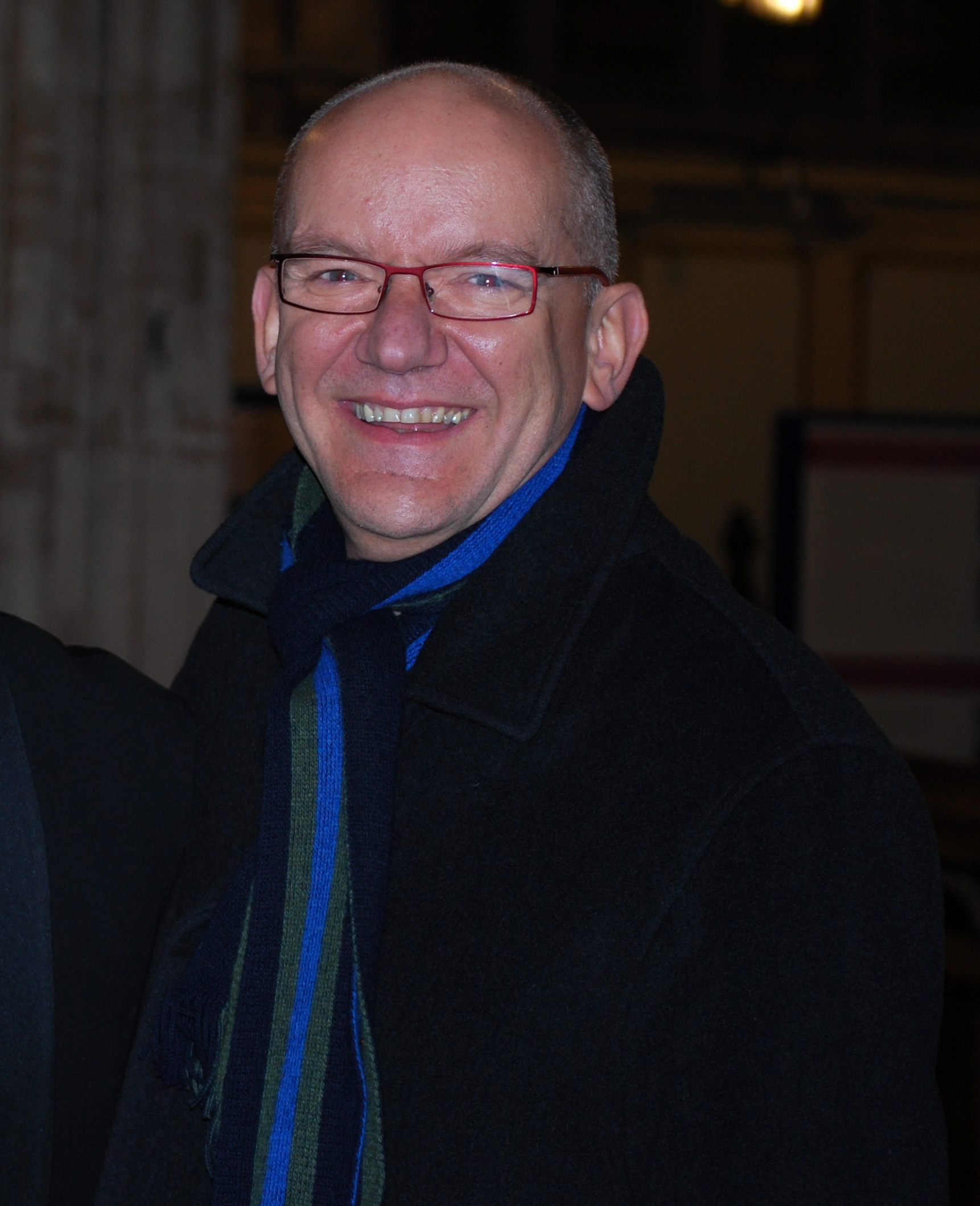
Bob Chilcott (2009)

Robert „Bob“ Chilcott (* 9. April 1955 in Plymouth) ist ein britischer Komponist, Chorleiter und Sänger.
Chilcott sang im Choir of King’s College, Cambridge, sowohl als Knabe als auch als Student. In einer Aufnahme des Requiems von Gabriel Fauré unter David Willcocks 1967 sang er als Knaben-Sopran das Solo Pie Jesu. Im Jahr 1985 trat er den King’s Singers bei und gehörte ihnen 12 Jahre lang als Tenor an. Seit 1997 arbeitet er hauptsächlich als Komponist, er war bzw. ist  aber auch der Principal Guest Conductor der BBC Singers, Präsident des Southend Boys’ Choir sowie Dirigent der Birmingham University Singers.
Chilcott war sieben Jahre lang Leiter des Chores am Royal College of Music in London. 
Chilcott ist bekannt für seine Kompositionen für Kinderchöre, darunter Can You Hear Me?, das er in den Vereinigten Staaten, Kanada, Australien, Japan, Estland, Lettland, Deutschland und der Tschechischen Republik dirigierte. Er ist mit dem New Orleans Children's Chorus und dem Crescent City Festival in New Orleans verbunden, für die er die Werke A Little Jazz Mass, Happy Land, This Day, Be Simple Little Children und, für das Festival 2009, I Lift My Eyes komponierte.
This Day, eine Vertonung von fünf Gedichten, schrieb Chilcott ursprünglich für das Chorfestival in New Orleans 2006, das nach dem Hurrikan Katrina abgesagt wurde. Das Werk wurde schließlich am 25. Juni 2007 in der St. Louis Cathedral in New Orleans von 210 Sängerinnen und Sängern aus den gesamten Vereinigten Staaten uraufgeführt.
Chilcotts Kantate für Chor und Schlagzeug The Making of the Drum wurde von den BBC Singers, dem New Zealand Youth Choir, dem Chamber Choir of Europe und den Taipei Chamber Singers aufgeführt. 
Den „Irischen Segen“ vertonte er 2003 für Chor und Klavier.
Chilcott hat auch größere geistliche Werke geschrieben, namentlich Canticles of Light und Jubilate. Die Addison Singers führten Canticles of Light im Jahr 2004 in London und Jubilate 2005 sowohl in London als auch in der Carnegie Hall auf.
Im Jahr 2008 veröffentlichte die Oxford University Press Chilcotts Aesop's Fables für SATB und Klavier („The Hare and the Tortoise“; „The Mountain in Labour“; „The Fox and the Grapes“; „North Wind and the Sun“; „The Goose and the Swan“).
Chilcotts Requiem wurde am 13. März 2010 im Sheldonian Theatre in Oxford vom Oxford Bach Choir und dem Royal Philharmonic Orchestra unter der Leitung von Nicholas Cleobury uraufgeführt. 
Die Uraufführung seines Werks On Christmas Night für gemischten Chor und Orgel oder Kammerensemble dirigierte Chilcott am 12. Dezember 2010 an der Christian Church der Universität von Austin, Texas. Das Werk erfuhr seine schottische Erstaufführung am 14. Dezember 2011 in der Usher Hall in Edinburgh durch die Dollar Academy Combined School Choirs.
2013 erschien Chilcotts Johannespassion, die St. John Passion.